# Katarina Tomašević
Katarina Tomašević (née le 6 février 1984) à Belgrade est une joueuse internationale serbe de handball, évoluant au poste de gardienne.

## Carrière
Katarina Tomašević rejoint, pour deux saisons, le Nantes LAH à l'été 2013,. Après une saison, elle s'engage avec le club hongrois du FTC Budapest
En 2012, avec l'équipe de Serbie, elle termine 4e du Championnat d'Europe.

## Palmarès

### En club
- Championne d'Autriche en 2007 avec Hypo Niederösterreich
- Championne de Serbie en 2011 et 2012 avec ŽRK Zaječar
- Championne d'Allemagne en 2013 avec Thüringer HC
- championne de Hongrie en 2015 avec Ferencváros TC

### En sélection
- 4e au championnat d'Europe en 2012 en Serbie avec la Serbie[5]
- vice-championne du monde en 2013 en Serbie avec la Serbie[6]